# Русский юридический факультет в Праге
Русский юридический факультет в Праге — русское эмигрантское высшее учебное заведение, существовавшее с 1922 по 1933 годы.

## Цель
Целью деятельности факультета было воспитание и образование молодого поколения русской эмиграции в духе дореволюционной российской концепции правопонимания. Изучение русского права, его истории и философии, теории и антропологии составляли основную часть учебного процесса.

## История
Открытию факультета содействовало решение правительства Чехословацкой республики, в рамках так называемой «Русской акции», предоставившее студентам, не закончившим обучение в России, возможность завершить его в Чехословакии. На это было выделено финансирование, преподавание должно было вестись на русском языке, по программам русских дореволюционных университетов и на основании русского университетского устава 1884 года. Инициатором и лидером процесса создания факультета был профессор П. И. Новгородцев.
Факультет открылся 18 мая 1922 года как частное высшее учебное заведение с оплатой за полугодие в 60 чешских крон. Академический сенат Карлова университета в Праге на своём заседании 7 июля 1922 года единогласно постановил установить протекторат над Русским юридическим факультетом.
Эмигрантские газеты восторженно приветствовали открытие факультета. Белградская газета «Новое время» от 27 сентября 1921 года писала: «Студенты едут в Прагу учиться. Слава Богу. Русское сердце радуется и не может не радоваться: грамотная, культурная Россия, Россия будущего, молодая понесла огромные потери во время войны… А России будущего грамотные люди нужны».
В основу обучения студентов было положено русское национальное право, которое преподавалось в России до 1917 года. Читались следующие курсы: политическая экономия, общая теория права, государственное право, финансовое право, статистика, история философии права, уголовное право, уголовный процесс, международное право, советское право. Изучалась также логика, психология, русская история, история экономических учений, экономическая география, чешский язык и др. дисциплины. Всего преподавалось 23 предмета.
Уже с самого начала своего существования факультет приобрел репутацию солидного учебного заведения. На факультете активно велась научная деятельность, работала плеяда маститых учёных (Н. Н. Алексеев, Г. В. Вернадский, Д. Д. Гримм, Г. Д. Гурвич, М. М. Катков, П. И. Новгородцев, Е. В. Спекторский, П. Б. Струве, Г. Н. Михайловский, М. А. Циммерман и др.).
Была поддержана инициатива академика П. Б. Струве вступить в учебно-учёную осведомительную связь с Дальневосточным университетом и с Харбинским юридическим факультетом. В свою очередь, Харбинский юридический факультет также регулярно обращался за помощью в Прагу. К примеру, 20 марта 1928 года Русский юридический факультет в Праге удовлетворил отношение декана Харбинского юридического факультета в высылке программ магистерских испытаний и инструкций для лиц, подготавливающихся к магистерским испытаниям.
В 1929 году факультет прекратил образовательную деятельность, выпустив за весь период своего существования 384 дипломированных специалиста. Последующие годы он функционировал как научное и координационно-методическое юридическое учреждение. Официально он был упразднён в 1933 году.

## Интересные факты
- В 1926 году в Русском юридическом факультете в Праге М. А. Циммерманом была защищена первая и единственная в Русском Зарубежье магистерская диссертация по международному праву.